# Wisła Kraków
Wisła Kraków är en polsk fotbollsklubb från staden Kraków. Klubben är för tillfället bland de främsta klubbarna inom polsk fotboll, med 13 polska mästerskap och 4 segrar i polska cupen. Klubben har en bred supporterskara runt om i Polen och framförallt i hemstaden Kraków. Klubbens ärkerival är det andra Krakówlaget KS Cracovia; matcherna mellan Cracovia och Wisła brukar kallas för "det heliga kriget" (pol. "święta wojna"). Wisłas andra stora rival är Legia Warszawa, Lech Poznań, Jagiellonia Białystok.

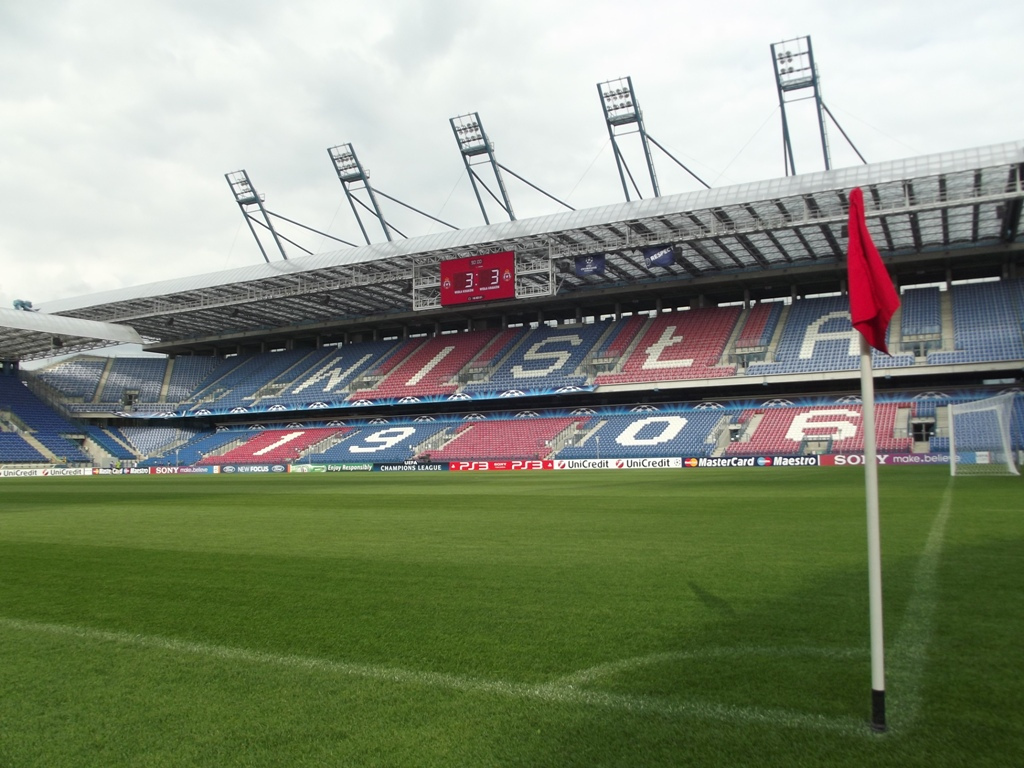
Stadion Wisły Kraków

## Historia
Klubben grundades 1906 men de första två decennierna blev anonyma. Klubben upplevde sin första storhetstid under mellankrigstiden när man vann ligan två gånger samt cupen en gång. Under  Efterkrigstiden och kommunistdiktaturen togs klubben över av säkerhetspolisen och kom att förbli i dess regi fram till diktaturens fall 1989, klubbens koppling till säkerhetspolisen under denna tid har gett klubben ett skamfilat rykte som den till viss del brottas med än idag. Man hade dock framgångar under perioden med tre ligasegrar och en cuptitel under efterkrigstiden och man hade även framgångar i Europa, den stora profilen i klubben under denna tid var Kazimierz Kmiecik. Även klubbens juniorlag mycket framgångsrika och vann det polska ungdomsmästerskapet ett flertal gånger. Mot slutet av 1990-talet och under 2000-talets första decennium infann sig den mest framgångsrika perioden I klubbens historia med åtta ligatitlar, två cuptitlar samt en seger i polska supercupen mellan 1999 och 2011. Senaste titeln bärgades 2011.

## Meriter
- Polska mästare (Mistrz Polski) (14) : 1927, 1928, 1949, 1950, 1951, 1978, 1999, 2001, 2003, 2004, 2005, 2008, 2009, 2011
- Polska Cupen (Puchar Polski) (4) : 1926, 1967, 2002, 2003
- Polska Supercupen (Superpuchar Polski) (1) : 2001
- Polska Liga Cupen (Puchar Ligi Polskiej) (1) : 2001
- Polska juniormästare U-19 (Mistrzowie Polski juniorów w piłce nożnej U-19) (9) : 1936, 1937, 1958, 1975, 1976, 1982, 1996, 1997, 2000

## Berömda spelare som spelat/spelar i klubben
Polen
- Jakub Błaszczykowski
- Paweł Brożek
- Tomasz Frankowski
- Radosław Kałużny
- Kazimierz Kmiecik
- Andrzej Iwan
- Radosław Matusiak
- Henryk Reyman
- Radosław Sobolewski
- Maciej Żurawski